# Catedral metropolitana de Campinas
La catedral Metropolitana de Campinas, inaugurada en 1883, está situado en la Plaza José Bonifacio —conocida popularmente como la plaza de la catedral— en el centro de la ciudad de Campinas en el estado de São Paulo, Brasil. Está dedicada a Nuestra Señora de la Concepción. Es la catedral de la arquidiócesis de Campinas.

## Historia
La vida religiosa se inició de Campinas en 1739, cuando fue fundada, por Barreto Leme, el barrio de Mato Grosso, el borde de la ruta de acceso de Goiás. Los residentes se trasladaban hacia la parroquia de Jundiaí -donde había una iglesia matriz dedicada a Nuestra Señora del Exilio, de estilo barroco datada del año 1651, y que fue remodelada por Ramos de Azevedo en 1886, dando origen a la Catedral de Nuestra Señora del Destierro, en estilo gótico- para asistir a la misa. Treinta y tres años después, había 360 habitantes en el pueblo y enviaron una petición al Obispado Vicario Capitular del obispado de São Paulo, exigiendo la construcción de una capilla. A pesar de la petición ser impugnada por el vicario de Jundiaí, los residentes erigieron la primera capilla, construida en adobe y cubierta de tejas, la «matriz vieja» (hoy, después de varias reformas, la Basílica de Nuestra Señora del Monte Carmelo).
Con los cambios en la dirección de la Arquidiócesis de San Pablo en 1774 fue nombrado el primer vicario de la nueva iglesia, que construyó una capilla de adobe con cubiertas de paja, donde hoy se encuentra el monumento-tumba de Carlos Gomes, dedicándola a Nuestra Señora de la Concepción. Así, el 14 de julio de 1774 se inauguraba la Parroquia de Nuestra Señora de la Concepción de Campinas de Mato Grosso de Jundiaí, con la misa mayor, el levantamiento de la pila bautismal y las bendiciones del templo provisional. La freguesia fue elevada al rango de ciudad en 1797.
En 1807 el Consejo de la Ciudad determina el inicio de la construcción de una nueva iglesia, siendo las bases enormes, típico de construcción de tierra apisonada, construido por los esclavos y bendecido por el vicario. El primer administrador de las obras fue Felipe Teixeira Neri. Durante los 38 años los adobes fueron haciéndose machacados, financiado por las contribuciones, las loterías y hasta un nuevo impuesto provincial, la Ley Provincial N º3, del 9 de marzo de 1854. La lucha por la independencia, la Revolución Liberal de 1842 y otros factores contribuyeron a la lentitud de las obras y los muros se completaron en 1845, ya que la capilla mayor, la sacristía y la nave está cubierta de este año. En 1847, debido a la visita del rey Pedro II de Brasil -que había levantado el pueblo de San Carlos a la condición de ciudad con el nombre de Campinas, en 1842- la iglesia del Rosario fue tomada como iglesia matriz provisional, ya que la nueva no estaba aún en condiciones de uso y la anterior había quedado abandonada.
En 1848 asumió la dirección de las obras Antonio Joaquim Sampaio Peixoto. Fue Antonio Francisco Lisboa, conocido por el apodo de «Bahía» que en 1853 pagó los gastos de viaje y luego trajo de la provincia de Bahia un grupo de talladores de madera, dirigidos por Victoriano dos Anjos Figueiroa y tres oficiales más para llevar a cabo la decoración interior de la iglesia «matriz nueva» de Nuestra Señora de la Concepción. Ya en Campinas, Victoriano estaba siendo tratado como «profesor de talla» . Aprovechándose de esta prerrogativa, formó un cuerpo de estudiantes, de los cuales citamos Antonio Dias Leite, José Antunes de Asunción y Laudíssimo Augusto Melo, que era sordo y tenido por sus contemporáneos como un hábil.
Victoriano fue el responsable de las tallas del altar mayor, las tribunas, los púlpitos, el balcón del coro y hasta la realización de las obras hasta 1862, cuando fue despedido por el nuevo gerente, Antonio Carlos de Sampaio Peixoto , llamado «Sampainho». Sampainho, ayudado por los arquitectos Empleo Job Justino de Alcántara, Antonio de Padua Castro y el Dr. Bittencourt da Silva, en 1862, organizó un nuevo grupo de escultores, dirigidos por Bernardino de Sena Reis e Almeida, que era de Río de Janeiro. Se concluyó la decoración de la nave central en 1865, los dos altares de las esquinas y los cuatro laterales así como las capillas, todas de cedro, abundante en los bosques de alrededor de la ciudad.
Inaugurada en 1883, la catedral recibió ornamentos nuevos en la fachada durante la gran reforma de 1923 (como los medallones con los aniversarios de la diócesis, guirnaldas y las estatuas de los cuatro evangelistas y los cuatro ángeles del Apocalipsis), cuando las tejas coloniales fueron cambiadas por unas franceses y abovedas sobre el altar que fue levantado unos metros. Fue también durante este tiempo que la cimborrio se sustituyó por una cúpula, coronada por la imagen de Nuestra Señora.

## Informaciones adicionales
La iglesia comenzó a construirse en 1807. Su construcción duró más de seis décadas, con algunos accidentes mortales. La técnica de construcción es el de tierra apisonada. Su interior, de estilo barroco Bahia (sin dorar) tiene un fino trabajo de tallado en madera, hecha por los escultores de Victoriano dos Anjos Figueiroa, y Bernardino de Sena Reis e Almeida. El proyecto en su conjunto, incluidas las fachadas neoclásicas, hubo la participación de varios arquitectos, entre ellos Francisco de Paula Ramos de Azevedo, que concluyó las obras. La Catedral Metropolitana de Campinas está catalogada por el Consejo de Defensa del Patrimonio Histórico, Arqueológico, Artístico y Turístico (CONDEPHAAT) y por el Consejo de Defensa del Patrimonio Cultural de Campinas (CONDEPACC). El edificio es considerado el más grande del mundo construida en adobe, con sus 4.000 m² [5], y también uno de los más altos.

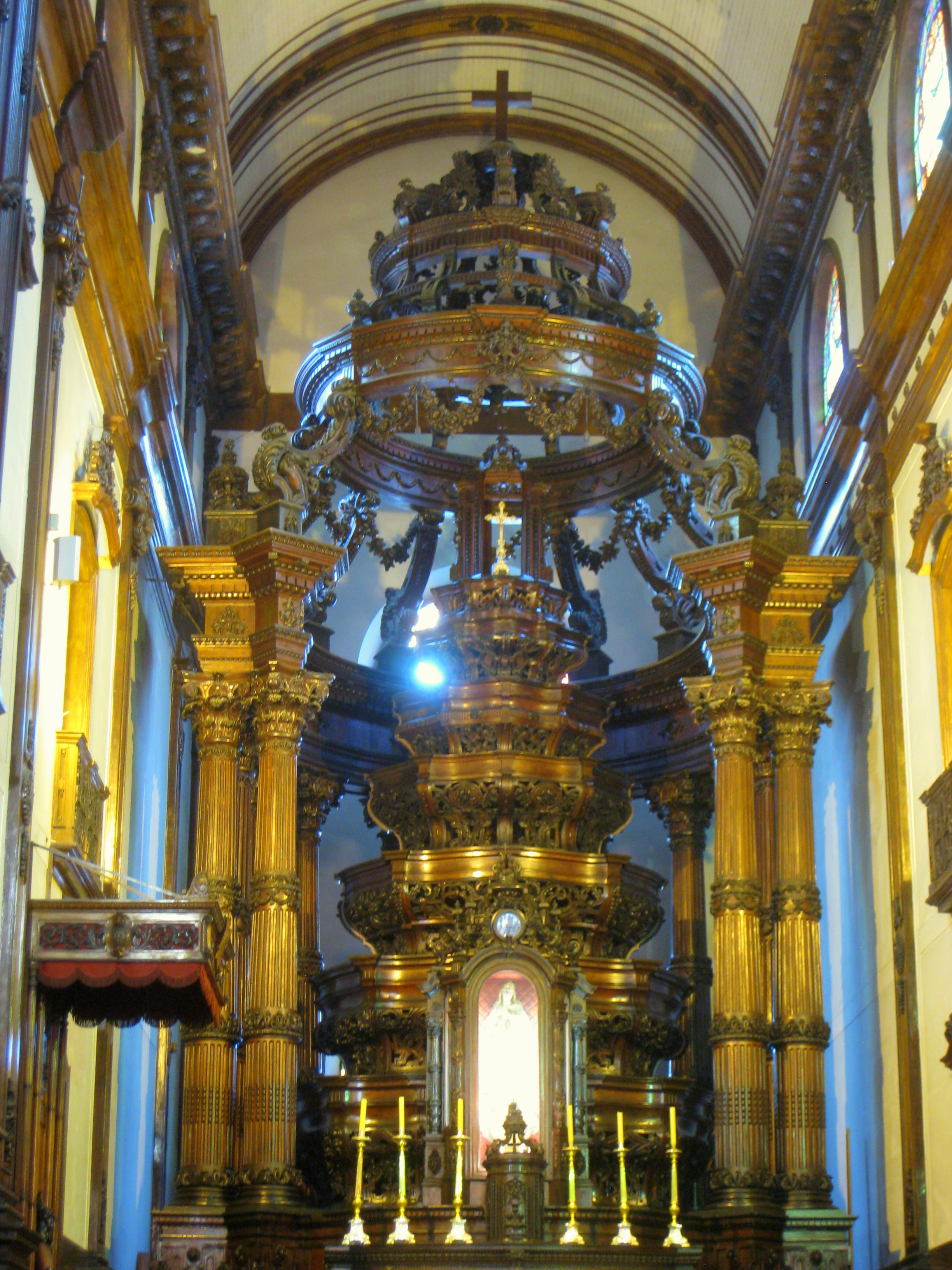
Altar mayor obra de Victoriano dos Anjos Figueiroa.
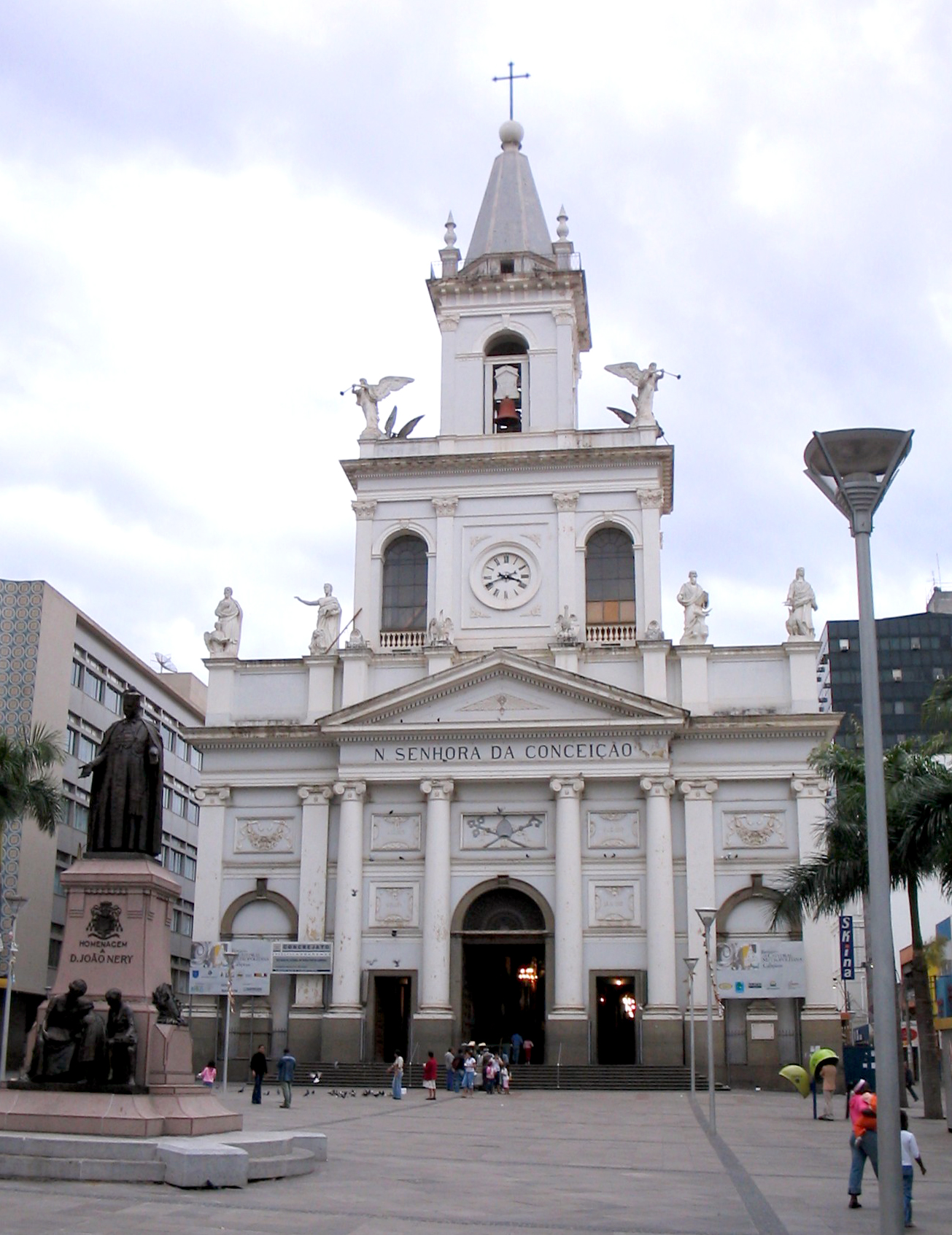
La Catedral con la estatua de Dom João Batista Neri, el primer obispo de Campinas, en el primer plano.
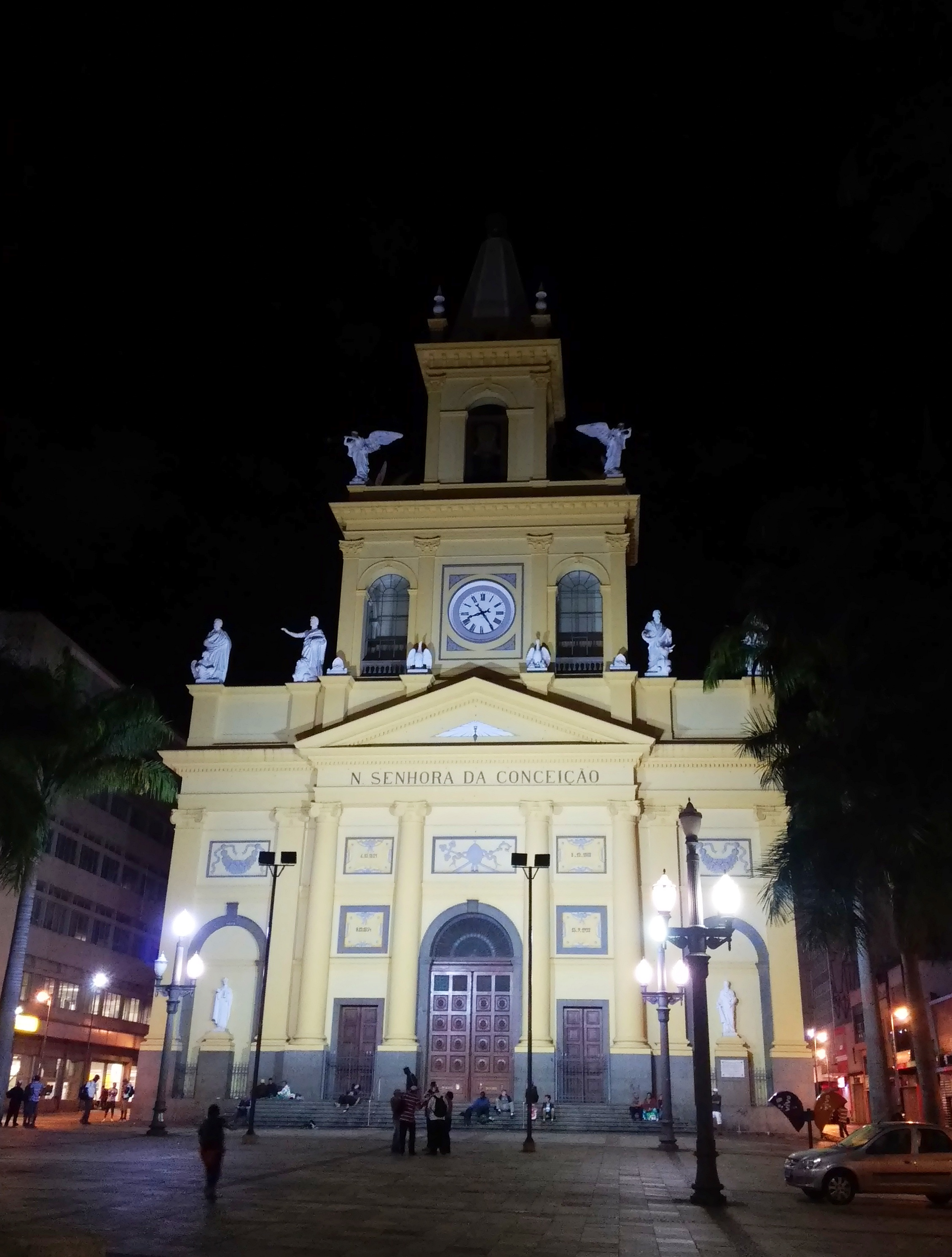
Catedral Metropolitana de Campinas de noche.